# Austin Stevens
Austin Stevens (* 19. května 1950 Pretorie), Australan původem z Jihoafrické republiky, je fotograf a spisovatel zajímající se o přírodu, zejména o plazy, spoluautor dobrodružných a populárně-naučných pořadů.
Stevens je spolutvůrcem populárně-naučných seriálů Austin Stevens: Snakemaster („Austin Stevens – pán hadů“) a Austin Stevens Adventures („Dobrodružství Austina Stevense“).

## Filmografie
- The Nature of the Snake (1998) – kameraman
- Dragons of the Namib (2002) – kameraman
- Seven Deadly Strikes (2001) – průvodce před kamerou
- Austin Stevens: Snakemaster (2005) – průvodce před kamerou
- Austin Stevens Adventures (2009) – průvodce před kamerou

## Knihy
- Snakes In My Bed (1992)
- The Last Snakeman (2007)
- Snakemaster (2014)
- Running Wild (2018)